# Lionel Palairet
Pour les articles homonymes, voir Palairet.
Lionel Charles Hamilton Palairet, né le 27 mai 1870 et mort le 27 mars 1933, est un ancien joueur de cricket amateur anglais qui a joué pour Somerset et l'Université d'Oxford. Batteur élégant de la main droite, il a été sélectionné pour jouer au test cricket à deux reprises pour l'Angleterre en 1902. Les contemporains ont jugé que Lionel Palairet avait l'un style de frappe les plus attractifs de l'époque. Sa notice nécrologique dans The Times le décrit comme « le plus beau batteur de tous les temps ».
Il a été élève de la Repton School (en). Il a joué dans l'équipe de cricket de cette école pendant quatre ans, les deux dernières années comme capitaine, avant d'aller à l'Oriel College.

## Jeunesse
Lionel Palairet est né le 27 mai 1870 à Grange-over-Sands, une station balnéaire populaire du Lancashire. Il est l'aîné des cinq enfants de Henry Hamilton Palairet et de Elizabeth Anne Bigg. Son père, d'ascendance huguenote, a été cinq fois champion d'Angleterre de tir à l'arc, et un joueur de cricket passionné qui a fait deux apparitions en first-class cricket pour le Marylebone Cricket Club (MCC) à la fin de 1860. Il a d'abord étudié à l'École du Révérend S. Cornish à Clevedon dans le  comté du Somerset, où il a réalisé sept wickets en sept deliveries successif, puis à la Repton School (en). À Repton, il a acquis une réputation de sportif polyvalent : il a battu les records de demi-fond de l'école, sur les distances deux miles, mile et demi-mile, et a joué au cricket dans les First XI (en) de l'école de 1886 à 1889, dirigeant l'équipe dans ses deux dernières années. En 1889, il a été déclaré deuxième meilleur sportif de l'école, juste derrière C. B. Fry.